# Muralles de Campmany
Muralles de Campmany és un monument del municipi de Campmany (Alt Empordà) declarat bé cultural d'interès nacional.

## Descripció
Situades dins del nucli urbà de la població de Campmany, a l'extrem sud-est del nucli antic de la població, delimitant el terme per les bandes de llevant i tramuntana.
Es tracta de les restes conservades de l'antic recinte emmurallat de la població de Campmany. En concret es conserven tres torres de planta rectangular, la fortificació de la part superior de l'absis de l'església i alguns panys de muralla, tot i que la majoria han quedat amagats per les construccions actuals. La torre situada a l'angle nord-est del recinte forma cantonada entre el carrer de la Torre i el de Vilarnadal. És una torre reformada de rectangular, amb la coberta de teula de dues vessants i distribuïda en tres pisos. La torre presenta espitlleres o sageteres a diferent nivell, bastides en carreus de granit i combinades amb finestres rectangulars bastides en pedra també. Per la cara de tramuntana de la torre destaca una tronera. Els angles de la torre són bastits amb carreus de granit ben desbastats, mentre que la resta del parament està construït amb pedra sense treballar disposada irregularment. Per la banda de llevant del recinte hi ha les restes d'una possible torre circular, tot i que està força transformada i integrada en una de les cases del nucli. A l'extrem sud-est del recinte hi ha una altra torre rectangular, més degradada que la primera, amb algunes sageteres a la part superior i carreus desbastats a les cantonades. La torre de la banda de migdia és de dimensions més petites que les anteriors, rectangular i reformada. Presenta la coberta de teula, amb els angles d'aquesta aixecats a manera de grans merlets i diverses sageteres disposades a diferent nivell. La fortificació de la part superior de l'absis de l'església, situat la banda de tramuntana del recinte, està bastit amb carreus de pedra disposats en filades i presenta una filada d'espitlleres damunt la qual destaquen dos petits matacans rectangulars, orientats al sud i a llevant. A escassa distància de l'absis, integrat dins del parament d'una de les cases actuals que es troba bastida damunt les restes de la muralla, hi ha les restes d'un dels antics portals d'accés a la vila, força transformat. A la part superior conserva un matacà en bon estat sostingut amb cartel·les i també conserva part del parament original de carreus desbastats que el bastia.

## Història
Per l'estructura de les torres i dels elements conservats, sembla que la muralla va ser aixecada majoritàriament durant els segles xiv i xv, si bé sobre restes anteriors, probablement dels segles xii i xiii. És en aquesta època en què el Clusa foren barons del poble substituint la família Campmany, encara que hom pensa que el canvi de llinatge fos més de nom que de família, donat que el darrer dels Campmany fou també senyor del vallespirenc castell de la Clusa.